# Вільям Кастро
Вільям Кастро (ісп. William Castro, нар. 22 травня 1962, Мерседес) — уругвайський футболіст, що грав на позиції півзахисника, нападника.
Виступав, зокрема, за клуби «Насьйональ», «Крус Асуль» та «Пеньяроль», а також національну збірну Уругваю, з якою був учасником чемпіонату світу 1990 року.

## Клубна кар'єра
У дорослому футболі дебютував 1982 року виступами за команду «Белья Віста», в якій провів чотири сезони. У 1985 році він провів за аргентинську «Хімнасію і Есгріма» 10 матчів у чемпіонаті, після чого повернувся до «Белья Вісти».
Своєю грою привернув увагу представників тренерського штабу столичного клубу «Насьйональ», до складу якого приєднався 1988 року. Відіграв за команду з Монтевідео наступні два сезони своєї ігрової кар'єри. Кастро зіграв в обох матчах фіналу Кубка Лібертадорес 1988 року проти аргентинської команди «Ньюеллс Олд Бойз» (0:1, 3:0), допомігши команді виграти трофей. Через півтора місяці «Насьйональ» зіграв у Міжконтинентальному кубку проти нідерландського ПСВ. Кастро в цьому матчі реалізував свій удар у серії післяматчевих пенальті і допоміг клубу виграти серію та отримати звання найсильнішої команди світу. Наступного року Кастро допоміг команді виграти Міжамериканський кубок та титул переможця Рекопи Південної Америки.
1990 року уклав контракт з мексиканським клубом «Крус Асуль», у складі якого провів наступний рік своєї кар'єри гравця. Більшість часу, проведеного у складі «Крус Асуль», був основним гравцем команди.
З 1991 року захищав кольори клубу «Пеньяроль», непримиренного суперника «Насьоналя», з яким 1993 року виграв чемпіонат Уругваю.
Згодом протягом 1994—1997 років захищав кольори клубів «Прогресо», «Ліверпуль» (Монтевідео) та «Пунта-дель-Есте», а завершив ігрову кар'єру у команді «Мірамар Місьйонес», за яку виступав протягом 1998 року.

## Виступи за збірну
3 травня 1989 року дебютував в офіційних матчах у складі національної збірної Уругваю в товариській грі проти Еквадору (3:1).
У складі збірної був учасником чемпіонату світу 1990 року в Італії, але на полі в рамках турніру так і не з'явився.
Загалом протягом кар'єри в національній команді, яка тривала 3 роки, провів у її формі 9 матчів, забивши 2 голи.

## Титули і досягнення
- Чемпіон Уругваю (1):

«Пеньяроль»: 1993
- Володар Кубка Лібертадорес (1):

«Насьйональ»: 1988
- Володар Міжконтинентального кубка (1):

«Насьйональ»: 1988
- Переможець Міжамериканського кубка (1):

«Насьйональ»: 1988
- Переможець Рекопи Південної Америки (1):

«Насьйональ»: 1989